# Sông Sài Gòn
Sông Sài Gòn là một phụ lưu của sông Đồng Nai ở Nam Bộ Việt Nam. Sông dài 251 km, bắt nguồn từ tỉnh Bình Phước, chảy qua các tỉnh Tây Ninh, Bình Dương, Thành phố Hồ Chí Minh rồi hợp lưu với sông Đồng Nai.

## Địa lý

### Dòng chảy
Đầu nguồn sông Sài Gòn thuộc địa bàn huyện Lộc Ninh ở phía bắc tỉnh Bình Phước, có hai phụ lưu chính là Rạch Chàm và Rạch Trou. Trong đó Rạch Chàm bắt nguồn từ vùng đồi thuộc hai xã Lộc Thạnh và Lộc Tấn, chảy về hướng Tây. Rạch này sau đó đổi sang hướng Bắc - Nam, tạo thành một đoạn biên giới Việt Nam-Campuchia nên còn được gọi là Tonlé Cham (tiếng Khmer: ទន្លេចាម) theo phía Campuchia. Còn Rạch Trou bắt nguồn từ khu vực hồ Rừng Cấm ở phía bắc thị trấn Lộc Ninh, chảy theo hướng Bắc - Nam đến phía Nam huyện Lộc Ninh. Sau đó rạch đổi sang hướng Đông - Tây, tạo thành ranh giới giữa huyện Lộc Ninh với thị xã Bình Long và với huyện Hớn Quản. Rạch còn có một tên gọi khác là suối Cần Lê (theo tên của một ấp thuộc xã Thanh Lương, thị xã Bình Long).

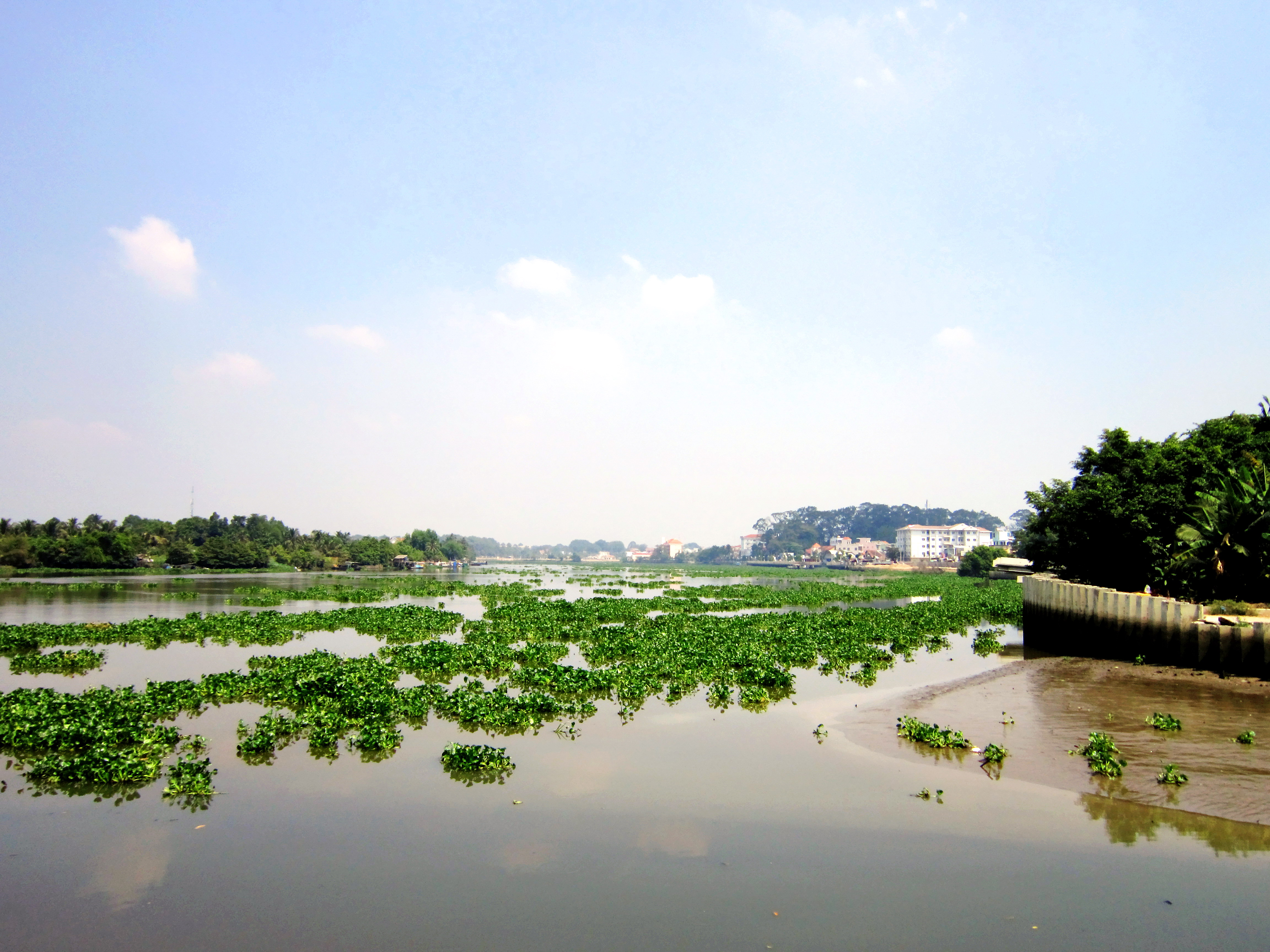
Sông Sài Gòn đoạn chảy qua trung tâm thành phố Thủ Dầu Một

Rạch Chàm và Rạch Trou hợp lưu thành sông Sài Gòn tại nơi giáp ranh giữa ba xã Tân Hòa (Tân Châu, Tây Ninh), Lộc Thịnh (Lộc Ninh) và Minh Tâm (Hớn Quản). Nơi hợp lưu được gọi là ngã ba Cần Lê Chàm, theo tên ghép của hai phụ lưu. Từ đây, sông Sài Gòn chảy theo hướng Đông Bắc - Tây Nam rồi đổ vào hồ Dầu Tiếng (vốn là hồ thủy lợi do chặn dòng sông tạo thành). Đoạn sông này lần lượt là ranh giới hai tỉnh Bình Phước - Tây Ninh, Tây Ninh - Bình Dương. Từ hồ Dầu Tiếng, sông tiếp tục chảy theo hướng Tây Bắc - Đông Nam, tạo thành ranh giới hai tỉnh Tây Ninh - Bình Dương, rồi Bình Dương - Thành phố Hồ Chí Minh. Thành phố Thủ Dầu Một, tỉnh lỵ tỉnh Bình Dương nằm bên bờ sông. Sau khi gặp rạch Vĩnh Bình, sông Sài Gòn chảy hẳn vào địa bàn Thành phố Hồ Chí Minh, qua khu vực trung tâm thành phố rồi hợp lưu với sông Đồng Nai tại Mũi Đèn Đỏ, thành sông Nhà Bè.

### Phụ lưu
Ở thượng nguồn phía Tây Ninh, sông Sài Gòn có một phụ lưu lớn là sông Tha La, bắt nguồn từ khu vực biên giới phía bắc huyện Tân Châu. Nơi sông Tha La hợp lưu với sông Sài Gòn hiện là vùng lòng hồ Dầu Tiếng.
Trên địa bàn tỉnh Bình Dương, sông có một phụ lưu quan trọng là sông Thị Tính. Sông này bắt nguồn từ các suối ở khu vực đồi Căm Xe (khu vực giáp ranh giữa hai huyện Dầu Tiếng, Bàu Bàng thuộc tỉnh Bình Dương và thị xã Chơn Thành, tỉnh Bình Phước), chảy theo hướng Bắc - Nam qua thành phố Bến Cát rồi hợp lưu với sông Sài Gòn.
Ngoài ra sông còn có một số phụ lưu khác trên địa bàn Thành phố Hồ Chí Minh như Rạch Tra (Củ Chi - Hóc Môn), sông Vàm Thuật (Quận 12 - Gò Vấp) và các kênh rạch khu vực trung tâm như kênh Thị Nghè, kênh Bến Nghé và Kênh Tẻ.

## Tên gọi
Vì chảy qua nhiều vùng nên sông mang nhiều tên khác nhau:
- Từ đầu nguồn ở huyện Lộc Ninh tỉnh Bình Phước, huyện Dương Minh Châu tỉnh Tây Ninh đến gần chợ Thủ Dầu Một (Bình Dương) gọi là sông Ngã Cái.
- Đoạn từ chợ Thủ Dầu Một đến cư xá Thanh Đa (Bình Thạnh, Thành phố Hồ Chí Minh) gọi là sông Thủ Khúc.
- Đoạn từ cư xá Thanh Đa đến chỗ đổ vào sông Đồng Nai (Thạnh Mỹ Lợi, Thủ Đức) có tên là sông Sài Gòn hay sông Bến Nghé (tên chữ là Ngưu Chử giang, trong sách Gia Định thành thông chí ghi là Tân Bình giang, vì ngày xưa chảy qua phủ Tân Bình[3]).

## Lịch sử
Sách Gia Định thành thông chí của Trịnh Hoài Đức mô tả về sông Bến Nghé như sau:
Ở phủ Tân Bình, trước thành Gia Định, tục gọi là sông Bến Nghé, rộng 142 tầm, sâu 10 tầm, khi nước lên sâu 13 thước ta, sông này vừa rộng lớn vừa trong sâu, những tàu buôn và ghe thuyền sông biển trong và ngoài nước ra vào không ngớt, trông thấy đầu tàu nối liền, đuôi cột buồm chi chít, đủ biết đó là nơi đô hội. Từ bến đò trước thành, uốn quanh lên phía tây đến sông Bình Đồng (tục gọi là sông Đồng Cháy) qua sông Băng Bột (Thủy Vọt), ngược lên thủ sở Tầm Phong Tích rồi đến thác lớn Bưng Đàm (Nhồm) là chỗ cuối nguồn, tất cả là 462 dặm. Từ bến đò trước thành quanh ra phía bắc uốn qua đông xuống cửa Tam Giang Nhà Bè, hợp làm sông Phước Bình đổ ra cửa lớn Cần Giờ là 142 dặm rưỡi. Hai bên sông có nhiều sông nhánh, phía tây nam sông thuộc địa giới trấn Phiên An, phía đông bắc thuộc địa giới trấn Biên Hòa.

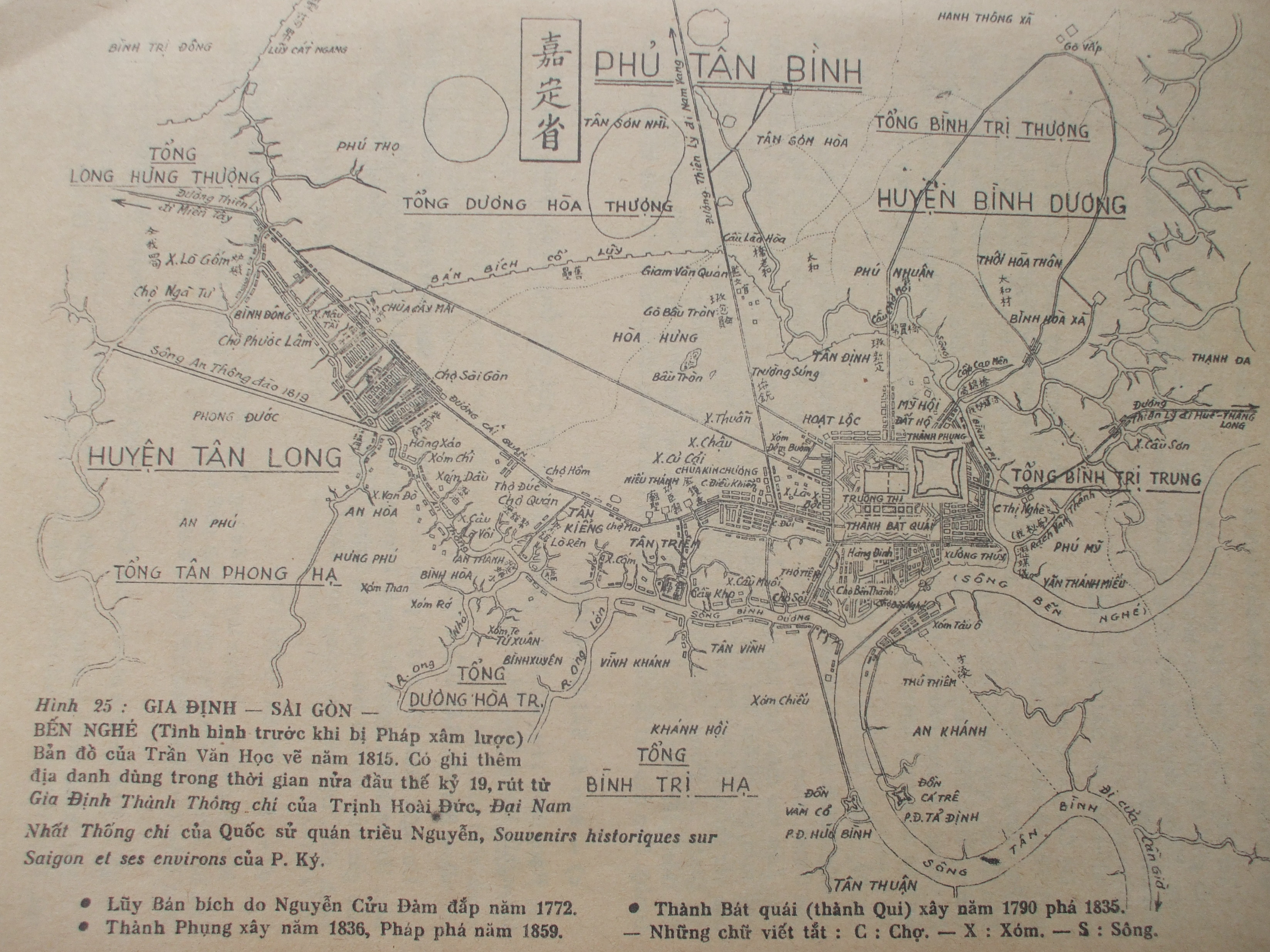
Sông Bến Nghé trên bản đồ của Trần Văn Học

Sông Bến Nghé có vai trò quan trọng trong việc phát triển vùng đất Gia Định xưa. Trích bài viết của nhà nghiên cứu Huỳnh Ngọc Trảng: 
Sau khi chiến tranh tàn phá Cù lao Phố và tiếp đó, thành Gia Định (thành Bát Quái, thành Qui) được thành lập theo ý đồ chính trị của chúa Nguyễn Ánh, Bến Nghé trở thành xứ thành thị...Chợ phố Sài Gòn, nằm trên bờ sông Sài Gòn, đã dần dần giành mất vai trò của Cù lao Phố; xã Thanh Hà ở Biên Hòa cũng bị làng Minh Hương thay thế. Cuối thế kỷ XVIII, Bến Nghé – Sài Gòn là một thành thị đô hội...Từ năm 1788, vùng đất này đã bước vào công cuộc xây dựng hòa bình. Thành Gia Định được xây theo kiểu thành Vauban và là cơ quan của Gia Định kinh với dinh thự, kho lẫm, cuộc chế tạo, xưởng đóng ghe thuyền, tàu chiến. Hệ thống đường sá, phố chợ được chỉnh đốn một bước quy mô. Thương cảng Bến Nghé thu hút tàu bè của thương nhân ngoại quốc đến buôn bán đông đảo. Chợ phố, bến cảng đã làm cho Bến Nghé–Sài Gòn (hiểu là Chợ Lớn) trở thành trung tâm chính trị, kinh tế cho toàn vùng. Cho đến khi: "Bến Nghé của tiền tan bọt nước/ Đồng Nai tranh ngói nhuốm màu mây"...Khu vực trung tâm Bến Nghé, kinh rạch được san lấp, dinh thự, công sở (Bưu điện, Pháp đình, dinh Thống đốc, tòa thị chính), nhà thờ Thiên Chúa giáo, đường sá, phố xá...lại được dựng lên...đã làm thay đổi về chất bộ mặt của xứ đô hội Gia Định cũ .
Ngoài vai trò là thủy lộ quan trọng, sông bến Nghé còn là nơi xảy ra nhiều trận đánh ác liệt dưới thời phong kiến trong lịch sử Việt Nam. Khi thực dân Pháp cai trị Nam Kỳ, để hướng dẫn tàu bè ra vào sông Sài Gòn được an toàn, nhà cầm quyền Pháp đã cho xây một cột cờ cao 30 mét cách vàm Bến Nghé vài trăm mét, gọi là cột cờ Thủ Ngữ. Trong hai cuộc chiến tranh Việt Nam, khu vực cột cờ Thủ Ngữ đã chứng kiến nhiều cuộc đấu tranh của quân và dân Việt.

## Giao thông
Sông này có các cảng lớn thuộc hệ thống Cảng Sài Gòn. Có tuyến buýt đường sông xuất phát từ bến Bạch Đằng (Quận 1) đi theo sông Sài Gòn, qua kênh Thanh Đa và ra lại sông Sài Gòn đến khu vực phường Linh Đông (thành phố Thủ Đức). Ngoài ra, ở Thành phố Hồ Chí Minh còn có một hệ thống kênh rạch chằng chịt: Thầy Cai, Láng The, Bàu Nông, rạch Tra, Bến Cát, An Hạ, Tham Lương, Cầu Bông, Nhiêu Lộc-Thị Nghè, Bến Nghé, Lò Gốm, Kênh Tẻ, Tàu Hũ, Kênh Ðôi...

## Môi trường

### Công ty TNHH nông sản Việt Phước
Ngày 14 tháng 8 năm 2015, cơ quan điều tra Công an tỉnh Bình Phước vừa đề nghị UBND tỉnh ra quyết định xử phạt Công ty TNHH nông sản Việt Phước, trụ sở tại xã Minh Tâm, Hớn Quản, Bình Phước gần 300 triệu đồng do công ty có vi phạm xả nước thải bẩn chưa qua xử lý trực tiếp ra sông Sài Gòn. Đồng thời, cơ quan chức năng cũng buộc đình chỉ hoạt động gây ô nhiễm môi trường của cơ sở chăn nuôi heo thuộc công ty này trong thời gian 4,5 tháng. Ngày 6-7, người dân phát hiện cá chết hàng loạt trên thượng nguồn sông Sài Gòn đoạn qua địa phận ấp 4, xã Minh Tâm và ấp Bàu Lùng, xã Tân Hiệp, huyện Hớn Quản và hàng trăm xác heo thối rữa vứt mé thượng nguồn sông Sài Gòn. Các loài cá bị chết chủ yếu là cá trắng, cá dảnh, cá mè, cá rô phi và một số lượng nhỏ cá lăng, ước khối lượng cá chết khoảng 2 tấn.
Ngày 13 tháng 7 năm 2015, Phòng Cảnh sát phòng chống tội phạm về môi trường (PC49), Công an tỉnh Bình Phước, cùng Sở Tài nguyên - Môi trường tiến hành khảo sát nguồn xả thải với một số doanh nghiệp xung quanh đoạn sông xảy ra cá chết và phát hiện Công ty TNHH Nông sản Việt Phước đã vứt hàng trăm xác heo chết ra mé sông Sài Gòn.
Trước đó, tháng 6 năm 2015, Công ty TNHH nông Sản Việt Phước cũng̣ đã bị UBND tỉnh Bình Phước xử phạt hơn 300 triệu đồng về hành vi xả thải trực tiếp ra sông Sài Gòn.

## Hình ảnh

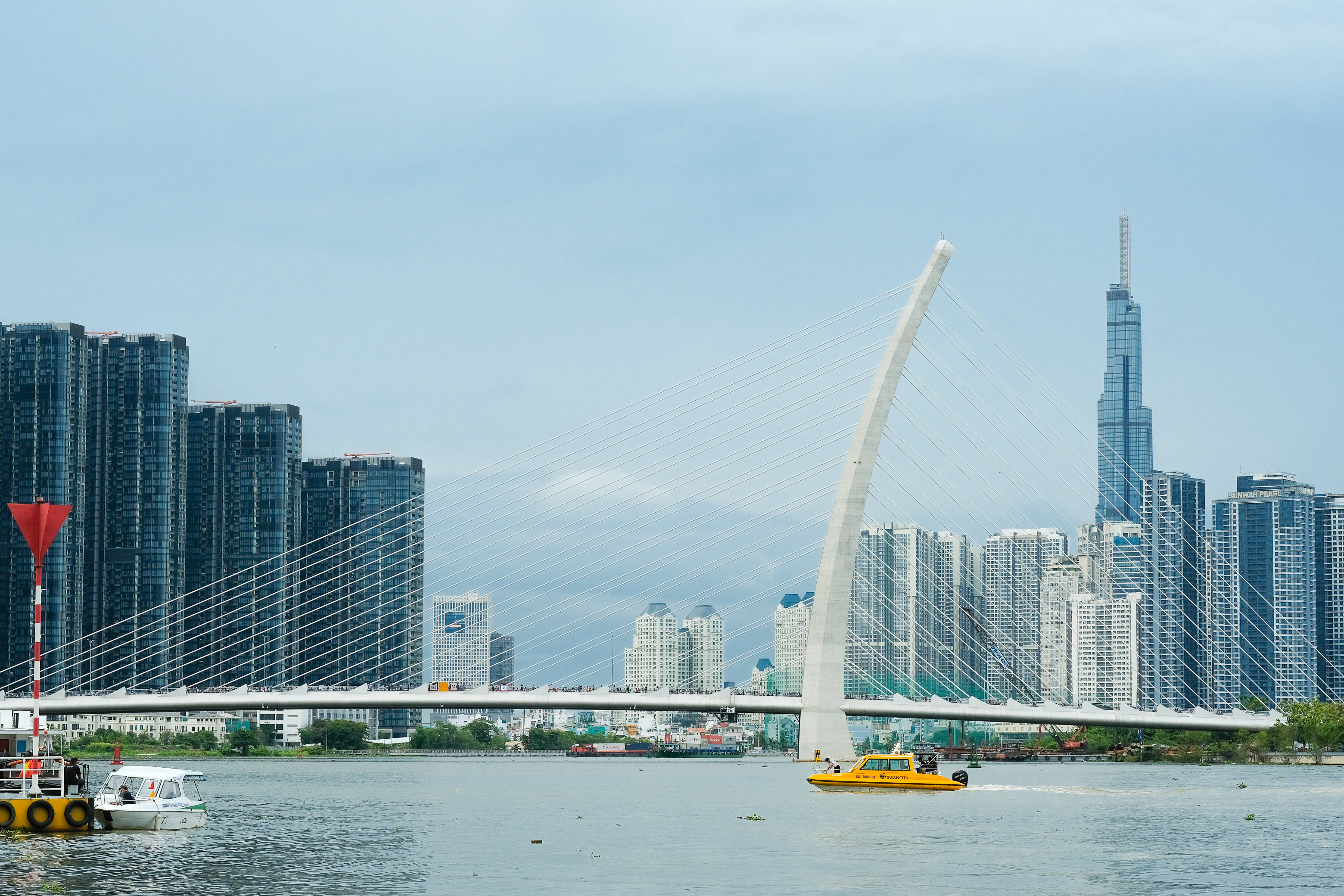
Cầu Ba Son nhìn từ công viên Bến Bạch Đằng
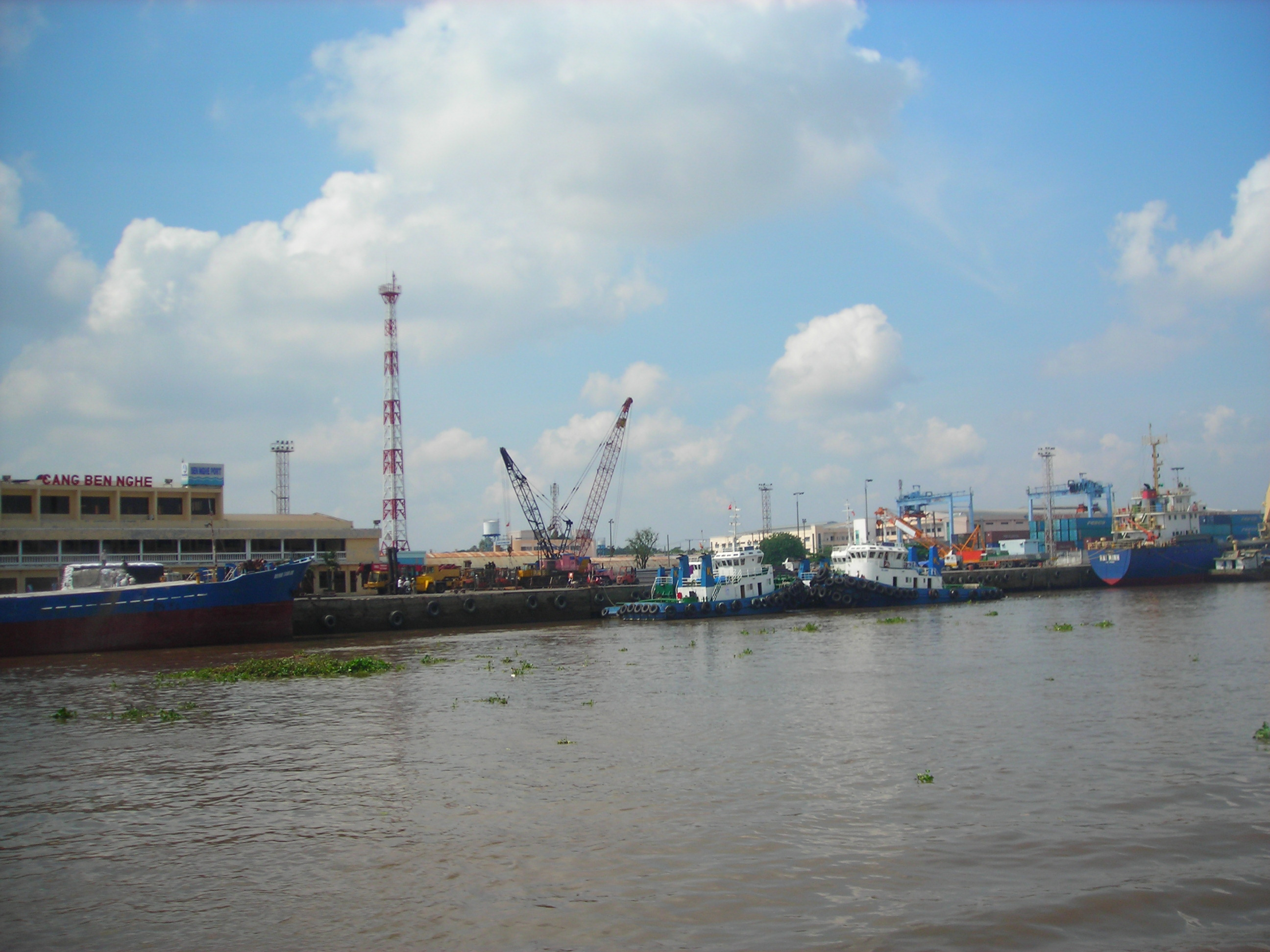
Sông Sài Gòn đoạn qua Cảng Bến Nghé
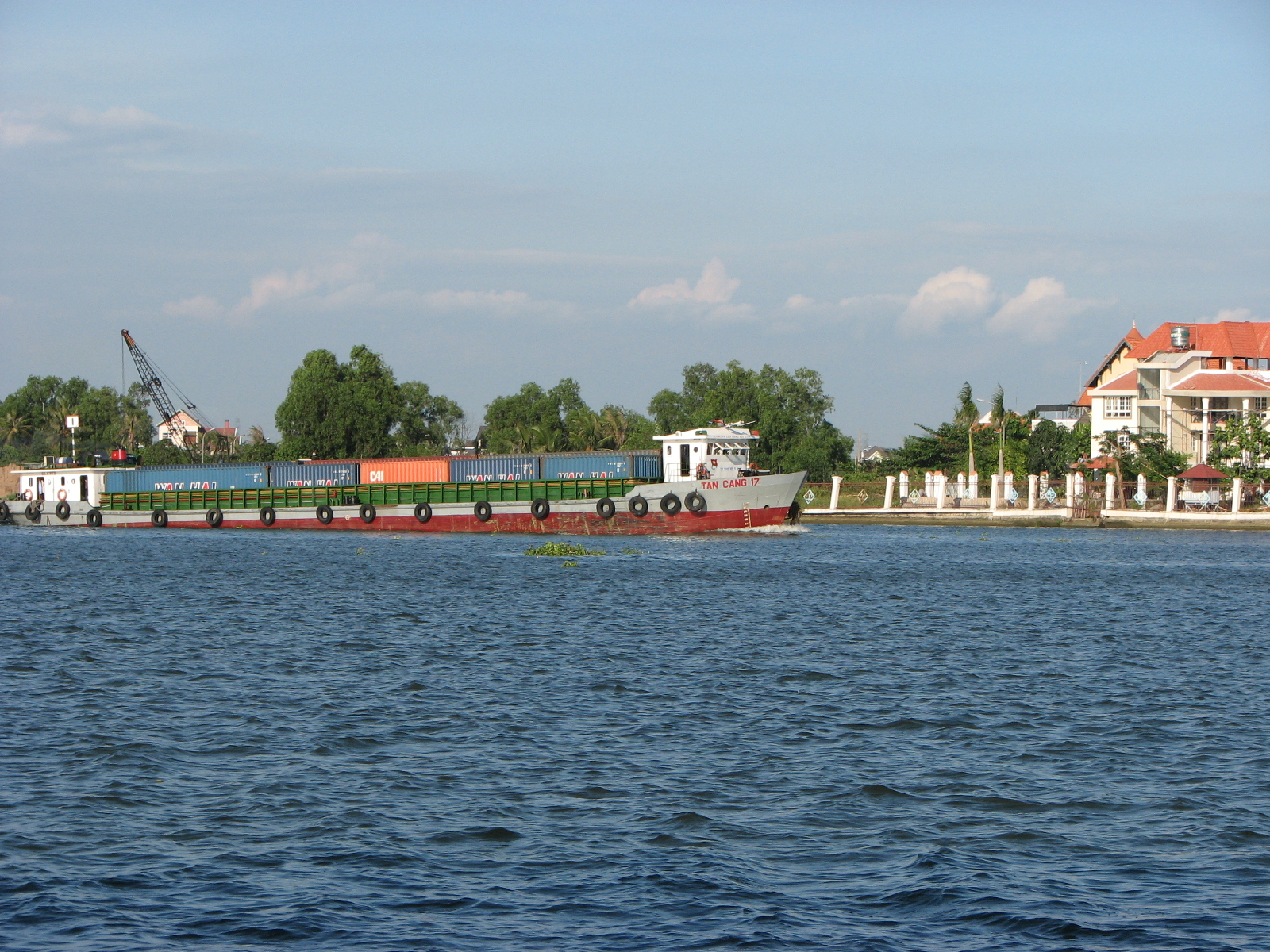
Sông Sài Gòn đoạn qua quận Bình Thạnh
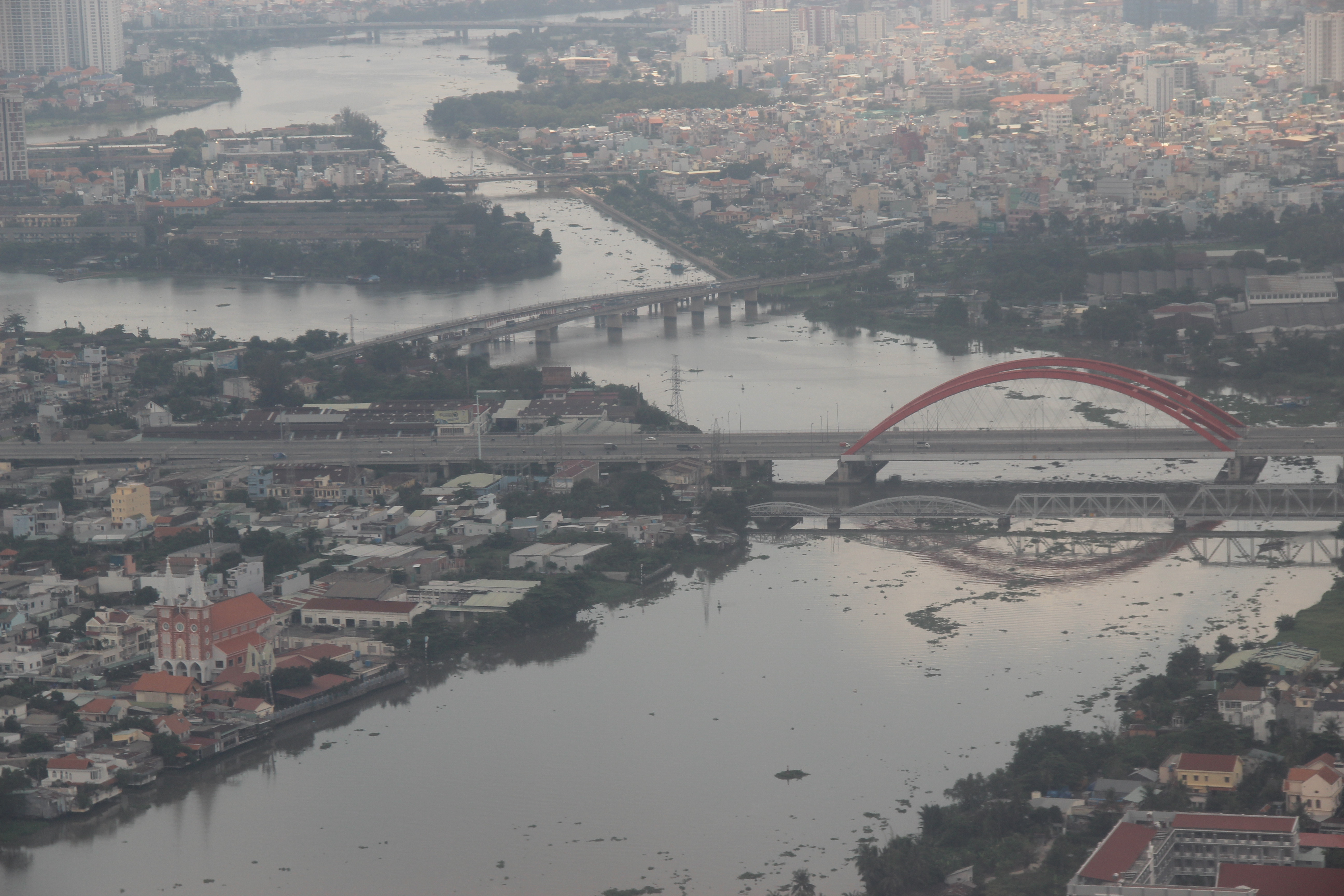
Sông Sài Gòn và kênh Thanh Đa nhìn từ trên cao
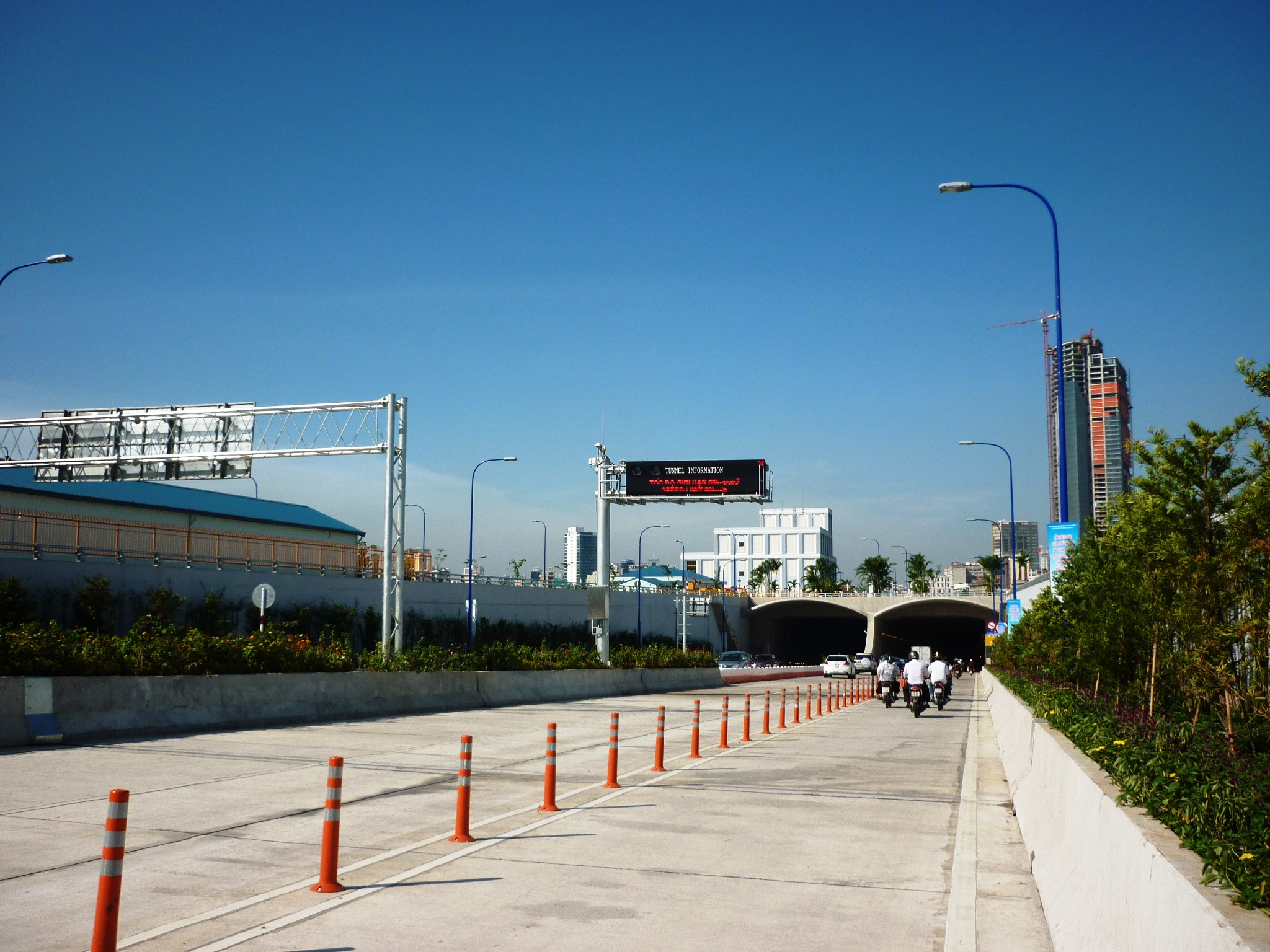
Hầm Thủ Thiêm phía Thủ Đức

## Các công trình khác
- Nhà máy nước Tân Hiệp, xã Tân Hiệp, huyện Hóc Môn lấy nước từ sông Sài Gòn với công suất 300.000 m³/ngày[12]